# Seaca de Pădure
Seaca de Pădure è un comune della Romania di 1 243 abitanti, ubicato nel distretto di Dolj, nella regione storica dell'Oltenia.
Il comune è formato dall'unione di 3 villaggi: Răchita de Sus, Seaca de Pădure, Veleni.